# HD 107832
HD 107832，又名CD-34 8117，SAO 203420、HR 4712，是位於半人馬座的一颗恒星，视星等为5.32，位于銀經296.56，銀緯27.11，其B1900.0坐标为赤經12h 18m 19.7s，赤緯-34° 27.11′ 29″。
x1半人馬座是一個有效溫度為11000開爾文的B9III巨星。它的目视星等為+5.71，绝对星等為-0.17。它位於距太陽125秒差距（408光年），質量為太陽的4倍。